# Особи з невизначеним громадянством (Естонія)
Особи з невизначеним громадянством в Естонії (ест. määratlemata kodakondsusega isikud) або сіропаспортники (ест. hallipassimehed) — тип осіб без громадянства в Естонії, які не мають естонського громадянства і разом з тим якогось іншого, зазвичай громадянства Російської Федерації як правонаступниці Радянського союзу.
Статус таких людей регулюється «Законом про іноземців» (ест. Välismaalaste seadus). Більшість осіб з невизначеним громадянством є колишніми громадянами СРСР, які на момент відновлення незалежності країни мешкали на території Естонії, але не отримали естонського громадянства.
Станом на початок 2020 року в Естонії проживало 71051 особа із невизначеним громадянством, хоч їхня кількість постійно змінюється. Кількість осіб без громадянства в Естонії зменшується через набуття естонського громадянства, або через набуття громадянства іншої країни, а також унаслідок природної смертності.

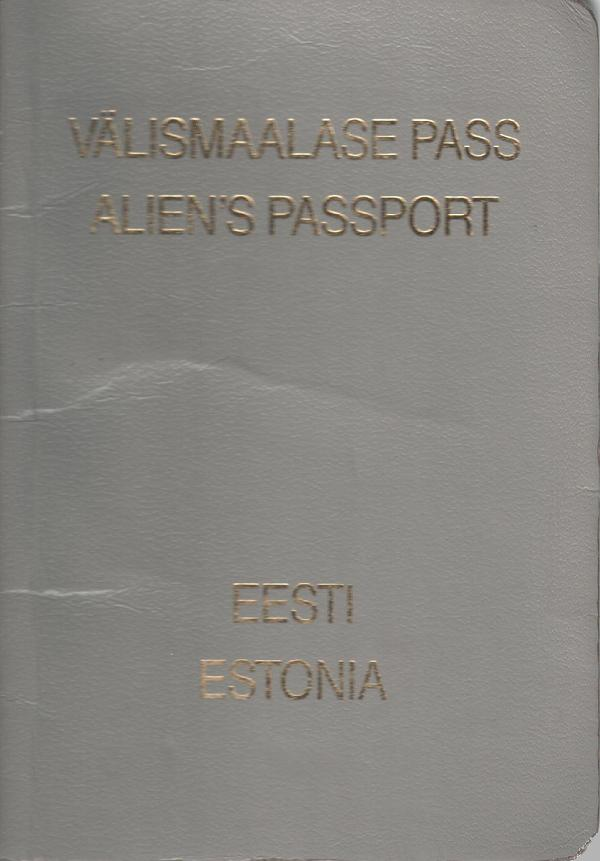
Паспорт іноземця (сірий паспорт)

| Дата       | Кількість осіб |
| ---------- | -------------- |
| 01.01.2007 | 125 799        |
| 01.10.2011 | 95 204         |
| 01.09.2012 | 92 351         |
| 01.11.2013 | 88 977         |
| 01.03.2014 | 87 833         |
| 01.01.2015 | 85 312         |
| 01.01.2016 | 82 561         |
| 01.01.2017 | 79 438         |
| 01.01.2018 | 77 268         |
| 01.01.2019 | 76 148         |
| 01.01.2020 | 71 051         |